# Tòrax
|  | Per a altres significats, vegeu «Tòrax (desambiguació)». |

El tòrax dit popularment caixa, arca o tou del cos és la part del cos humà que està entre la base del coll i l'abdomen, del qual està separat pel diafragma. Conté els pulmons i el mediastí. Té la forma con truncat o piràmide i la seva paret és formada per les costelles i els músculs intercostals pels costats, que s'uneixen per davant a l'os estèrnum i per darrere a la columna vertebral dorsal. Constitueix una caixa osteocartilaginosa anomenada caixa o gàbia toràcica o cavitat toràcica. Conté els pulmons, el cor, els grans vasos sanguinis com l'artèria aorta (ascendent, arc i descendent), la vena cava inferior, la cadena ganglionar simpàtica d'on surten els nervis esplàcnics, l'esòfag. El mediastí representa l'espai medià de la caixa toràcica.
La funció d'aquesta "caixa" és la de protegir els òrgans interns de traumatismes mecànics que d'altra manera podrien lesionar-los. La caixa toràcica té la particularitat d'eixamplar-se per a permetre la inspiració. A més, el darrer parell de costelles són anomenades flotants a causa d'estar unides a les vertebres solament en la part posterior.

## Etimologia
La paraula tòrax prové del grec θώραξ tòrax "pectoral, cuirassa, corslet" via llatí: tòrax.

## Tòrax humà

### Estructura
En humans i altres homínids, el tòrax és la regió del pit del cos entre el coll i l'abdomen, juntament amb els seus òrgans interns i altres continguts. Està protegit i recolzat principalment per la caixa toràcica, la columna vertebral i la cintura escapular.

#### Continguts

Representació del tòrax

El contingut del tòrax inclou el cor i els pulmons (i la glàndula tiroide); els músculs pectorals majors i menors, els músculs trapezis i el múscul del coll; i estructures internes com el diafragma, l'esòfag, la tràquea i una part de l'estern coneguda com a procés xifoide. També es contenen artèries i venes (aorta, vena cava superior, vena cava inferior i artèria pulmonar); ossos (la cavitat de l'espatlla que conté la part superior de l'húmer, l'escàpula, l'estern, la part toràcica de la columna vertebral, la clavícula i la caixa toràcica i les costelles flotants).
Les estructures externes són la pell i els mugrons.

#### El pit
En el cos humà, la regió del tòrax entre el coll i el diafragma a la part davantera del cos s'anomena pit. L'àrea corresponent d'un animal també es pot denominar el pit.
La forma del pit no es correspon amb aquella part de l'esquelet toràcic que tanca el cor i els pulmons. Tota l'amplada de les espatlles es deu a la cintura escapular, i conté les axil·les i els caps dels húmers. A la línia mitjana es veu l'osca supraesternal a dalt, mentre que a uns tres dits d'amplada per sota d'ella es pot sentir una cresta transversal, que es coneix com a angle esternal i que marca la unió entre el manubri i el cos de l'estern. A l'alçada d'aquesta línia les segones costelles s'uneixen a l'estern i, quan es troben aquestes, sovint es poden comptar les costelles inferiors. A la part inferior de l'estern, on s'hi uneixen la setena o última costella veritable, comença el cartílag ensiforme, i per sobre d'aquest sovint hi ha una depressió.

#### Ossos
Els ossos del tòrax, anomenats "esquelet toràcic" són un component de l'esquelet axial.

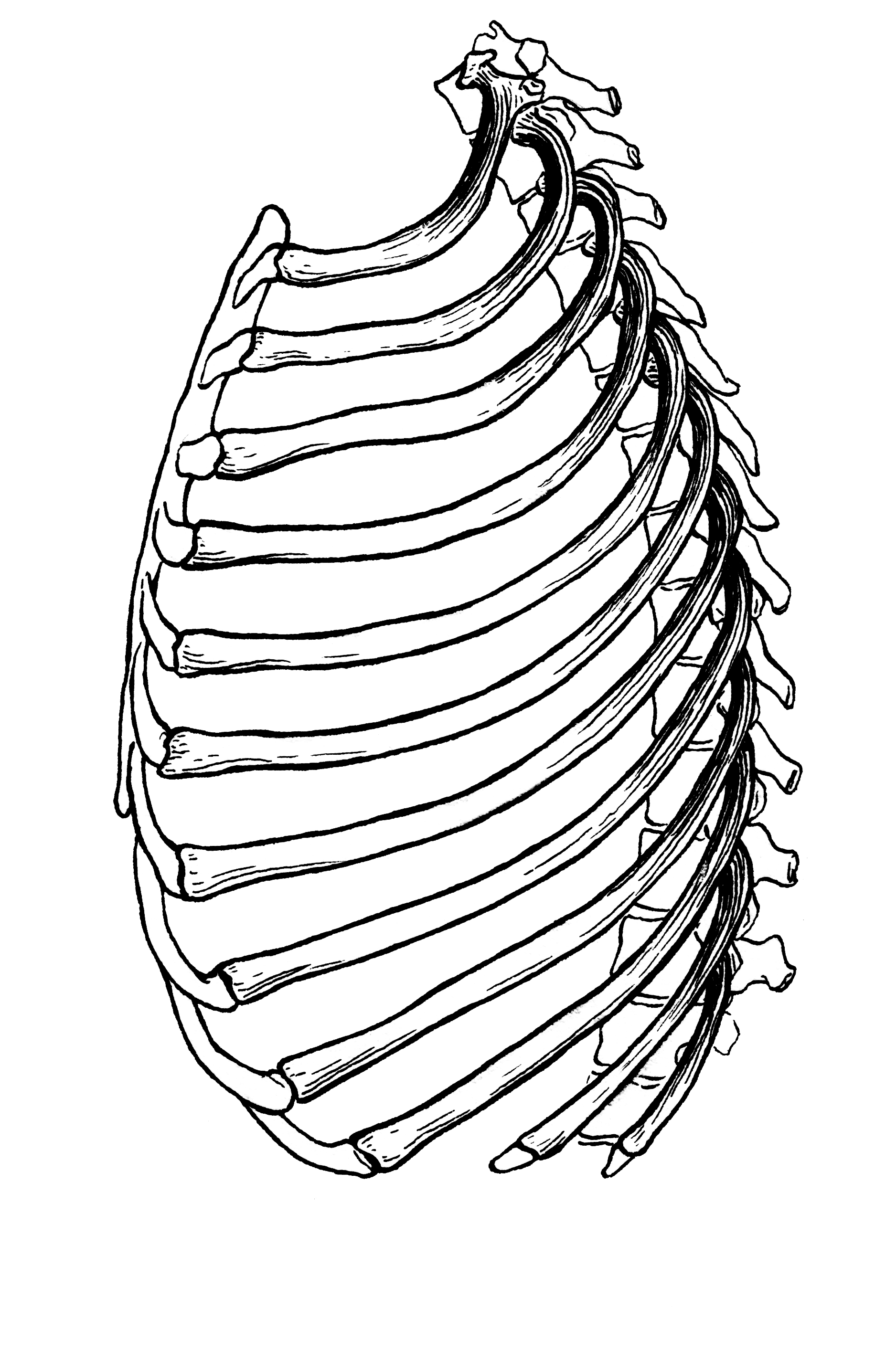
Perfil de la caixa toràcica

Està format per les costelles i l'estern. Les costelles del tòrax estan numerades en ordre ascendent de l'1 al 12. Les costelles 11 i 12 es coneixen com a costelles flotants perquè no tenen cap punt d'unió anterior, en particular el cartílag unit a l'estern, com ho són de l'1 al 7. Mentre que les costelles 8 a 10 s'anomenen costelles falses, ja que el seu cartílag costal s'articula amb el cartílag costal de la costella superior. Els ossos del tòrax també tenen la funció principal de protegir el cor, els pulmons i els principals vasos sanguinis de la zona del tòrax, com l'aorta.

#### Fites anatòmiques
L'anatomia del pit també es pot descriure mitjançant l'ús de fites anatòmiques. El mugró del mascle està situat davant de la quarta costella o una mica per sota; verticalment es troba una mica exterior a una línia traçada des del centre de la clavícula; en la femella no és tan constant. Una mica per sota d'ell es veu el límit inferior del múscul pectoral corrent cap amunt i cap a l'exterior fins a l'axil·la; en la femella aquesta està enfosquida pel pit, que s'estén des de la segona fins a la sisena costella verticalment i des de la vora de l'estern fins a la línia axil·lar mitjana lateralment. El mugró femení està envoltat durant mitja polzada per un disc més o menys pigmentat, l'arèola. L'àpex d'un cor normal es troba al cinquè espai intercostal esquerre, a tres polzades i mitja de la línia mitjana coneguda com la fossa de l'estómac.

### Importància clínica
Diferents tipus de malalties o afeccions que afecten el pit inclouen pleuresia, pit flail, atelèctasi i la condició més comuna, dolor de pit. Aquestes condicions poden ser hereditàries o causades per defectes de naixement o traumes. Qualsevol afecció que redueixi la capacitat de respirar profundament o de tossir es considera una malaltia o afecció del pit.

#### Ferida
Les principals fisiopatologies que es troben en el traumatisme toràcic contundent impliquen alteracions en el flux d'aire, sang o ambdues combinacions. També s'ha de tenir en compte la sèpsia per fuita del contingut del tracte digestiu, com en les perforacions esofàgiques. El trauma contundent sol provocar lesions a la paret toràcica (per exemple, fractures de costelles). El dolor associat a aquestes lesions pot dificultar la respiració i això pot comprometre la ventilació. Les lesions pulmonars directes, com les contusions pulmonars (vegeu la imatge següent), s'associen amb freqüència a un traumatisme toràcic important i poden afectar la ventilació per un mecanisme similar.

#### Dolor
El dolor al pit pot ser el resultat de múltiples problemes, inclosos problemes respiratoris, problemes digestius i complicacions musculoesquelètics. El dolor també pot provocar problemes cardíacs. No tots els dolors que se senten estan associats al cor, però tampoc s'han de prendre a la lleugera. Els símptomes poden ser diferents segons la causa del dolor. Tot i que els problemes cardíacs provoquen sensacions de pressió sobtada al pit o un dolor aixafador a l'esquena, el coll i els braços, el dolor que se sent a causa de problemes no cardíacs produeix una sensació de cremor al llarg del tracte digestiu o dolor quan s'intenta respirar profundament. Diferents persones senten dolors de manera diferent per la mateixa condició. Només un pacient sap realment si els símptomes són lleus o greus.
El dolor al pit pot ser un símptoma d'infarts de miocardi ('atac de cor'). Si aquesta condició està present al cos, se sentirà una molèstia al pit que és similar a un pes pesant col·locat al cos. També es pot experimentar sudoració, dificultat per respirar, mareig i batecs cardíacs irregulars. Si es produeix un atac de cor, la major part del dany es produeix durant les primeres sis hores, per la qual cosa és important rebre el tractament adequat el més aviat possible. Algunes persones, especialment les que són grans o tenen diabetis, poden no tenir dolor al pit típic, però poden tenir molts dels altres símptomes d'un atac de cor. És important que aquests pacients i els seus cuidadors tinguin una bona comprensió dels símptomes de l'atac cardíac.

#### Causes no cardíaques del dolor al pit
Igual que amb un atac de cor, no tots els dolors al pit són causats per afeccions que involucren el cor. El dolor de la paret toràcica es pot experimentar després d'un augment de l'activitat. Les persones que afegeixen exercici a la seva rutina diària generalment senten aquest tipus de dolor al principi. És important controlar el dolor per assegurar-se que no és un signe d'alguna cosa més greu. El dolor també es pot experimentar en persones que tenen una infecció respiratòria superior. Aquest virus també s'acompanya de febre i tos. El teules és una altra infecció viral que pot donar símptomes de dolor al pit o a les costelles abans que es desenvolupi una erupció. Les lesions a la caixa toràcica o l'estern també són una causa freqüent de dolor al pit. Se sent generalment quan es fan respiracions profundes o durant la tos.

#### Atelèctasi
Una altra causa no cardíaca de dolor al pit és l'atelèctasi. És una condició que es produeix quan una part del pulmó es col·lapsa al no tenir aire. Quan els bronquis estan bloquejats, aquesta condició es desenvolupa i fa que els pacients sentin dificultat per respirar. La causa més freqüent d'atelèctasi és quan un bronquis que s'estén des de la tràquea està bloquejat i atrapa l'aire. El bloqueig pot ser causat per alguna cosa dins dels bronquis, com ara un tap de moc, un tumor o un objecte estrany inhalat com una moneda, un tros de menjar o una joguina. És possible que alguna cosa fora del bronqui provoqui el bloqueig.

#### Pneumotòrax
El pneumotòrax és la condició on es pot acumular aire o gas a l'espai pleural. Pot ocórrer sense una causa coneguda o com a resultat d'una malaltia pulmonar o una lesió pulmonar aguda. La mida del pneumotòrax canvia a mesura que s'acumula aire o gas, de manera que un procediment mèdic pot alliberar la pressió amb una agulla. Si no es tracta, el flux sanguini es pot interrompre i provocar una caiguda de la pressió arterial coneguda com a pneumotòrax de tensió. És possible que els casos més petits s'aclareixin sols. Els símptomes d'aquesta condició sovint es senten només en un costat del pulmó o com una falta d'alè.

## Articulacions del tòrax

#### Articulacions costovertebrals
Les costelles s'uneixen a la columna vertebral en dos punts: el cos vertebral i les apòfisis transverses.
Cada costella s'uneix amb dos cossos vertebrals contigus i el seu disc intermedi. Hi ha càpsula articular i lligaments de reforç.
- Articulació costella-apòfisi transversa: té lloc mitjançant una tuberositat existent a la costella. Hi ha càpsula articular i diversos lligaments de reforç. Les dues darreres costelles no presenten aquesta articulació.

A cada segment del raquis toràcic, un parell de costelles s'articula amb les vèrtebres mitjançant dues articulacions per cada costella.
D'una banda, tenim l'articulació costovertebral localitzada entre el cap costal i el disc intervertebral i els cossos vertebrals. D'altra banda, l'articulació costotransversa localitzada entre la tuberositat costal i l'apòfisi transverses de les vèrtebres subjacents.
L'articulació costovertebral en un doble artròdia (plana) i està constituïda al costat vertebral per dues facetes costals, una a la vora superior de la vèrtebra inferior i l'altra a la vora inferior de la vèrtebra superior. Entre si formen un angle diedre el fons del qual està ocupat per l'anell fibrós del disc intervertebral.
Hi ha un lligament interos que s'origina al vèrtex del cap costal (entre les dues facetes articulars) i es fixa al disc intervertebral i separa aquesta articulació, la qual està recoberta per una càpsula articular única, en dues cavitats auriculars diferents, una superior i una altra inferior. Pel que fa a l'articulació costovertebral hem de saber que està reforçada per un lligament radiat en què es distingeixen tres feixos:
- Un feix superior que s'insereix al cos de les vèrtebres adjacents.
- Un feix inferior que juntament amb el superior s'insereix al cos de la vèrtebra adjacent.
- Un feix mitjà que s'insereix a l'anell fibrós del disc intervertebral.

Igual que l'articulació costovertebral, l'articulació costotransversa també és una artròdia constituïda per dues facetes ovalades, una localitzada al vèrtex de l'apòfisi transversa i l'altra localitzada a la tuberositat costal. A més, aquesta articulació es reforça i la reforcen tres lligaments costotransversos:
- El lligament costotransvers interós és curt i resistent. Va des de l'apòfisi transversa a la cara posterior del coll de la costella.
- El lligament costotransvers posterior es tracta d'un cintilla rectangular d'1,5 cm de longitud per 1 cm d'amplada, que s'estén des del vèrtex de l'apòfisi transversa a la part lateral de la tuberositat costal.
- El lligament costotransvers superior és gruixut, resistent, pla i quadrilàter. S'estén des de la vora la vora inferior de l'apòfisi transversa a la vora superior del coll de la costella subjacent.

En resum, la costella s'articula amb el raquis mitjançant: una artròdia simple (l'articulació costotransversa) i una artròdia doble (l'articulació costovertebral). Aquestes dues articulacions es troben reforçades per dos lligaments potents i no poden funcionar l'una sense l'altra, és a dir, estan mecànicament unides.

##### Moviments costovertebrals
- Tant per l'articulació costovertebral com l'articulació costotransversa d'una banda i de l'altra, formen un parell d'artròdies mecànicament unides com ja s'ha dit, el moviment comú del qual no pot ser més que una rotació al voltant d'un eix que passi pel centre de cadascuna d'aquestes dues artròdies. Per això es pot descriure un eix xx' que uneix el centre o l'articulació costotransversa al centre o de l'articulació costovertebral. Per tant, servirà de xarnera a la costella que d'aquesta manera queda literalment suspesa del raquis pels punts o i o'.
- En el pla sagital, l'orientació d'aquest eix determina la direcció del moviment costal. A les costelles inferiors l'eix xx' s'aproxima al pla sagital, i com a problema, el moviment d'elevació de la costella comportarà un augment del diàmetre transversal del tòrax, per tant quan la costella gira respecte de l'eix o', descriu un arc de cercle d'eix o', per la qual cosa la seva obliqüitat disminueix i el punt més lateral queda desplaçat cap a fora una longitud que representa l'augment del semidiàmetre transversal de la base del tòrax.
- Mentre que les costelles superiors s'articulen a través d'un eix yy situat gairebé en pla frontal, per la qual cosa el moviment d'elevació de la costella comporta un augment força accentuat del diàmetre anteroposterior del tòrax. I quan l'extrem anterior de la costella s'eleva a una alçada descriu un arc de cercle que li desplaça endavant la longitud.
- Per tant, com a conclusió podríem dir que durant l'elevació de les costelles es produeix un augment del diàmetre transversal del tòrax inferior i un augment del diàmetre anteroposterior del tòrax superior, a la part mitjana del tòrax on l'eix de l'articulació costovertebrals es localitza aproximadament en una direcció obliqua a 45° i, per tant, es produirà un augment del diàmetre es produeix tant en sentit transversal com en sentit anteroposterior.[14]

#### Articulació esternoclavicular
Uneix l'estern amb les dues clavícules i permet els moviments de l'espatlla. Presenta un petit menisc articular i lligaments esternoclaviculars i costoclaviculars.

#### Articulacions esternocostals
Articulacions tipus sinovials, excepte a la primera articulació entre la primera costella i el manubri de l'estern que és fibrocartilaginosa. Es formen entre els cartílags costals i l'estern. L'articulació del primer cartílag costal a l'estern és sincondrosi i s'articula amb el manubri. La resta són sinovials (diartrosi) i s'articulen amb els fragments del cos. Presenten dos lligaments:
- Lligament intraarticular: es troba al mig de l'articulació i divideix la cavitat totalment o parcialment en dos.
- Lligament radiat esternocostal: és un lligament de reforç. Són fibres que van des del cartílag i divergeixen fins a inserir-se a la cara anterior de l'estern. Contribueix a formar la membrana esternal que cobreix l'estern per davant.[15]

#### Articulacions intercondrals
Les articulacions intercondrals es formen entre els cartílags costals de costelles adjacents, entre els cartílags costals de vèrtebres 7 a 10, encara que també poden estar inclosos els de les costelles 5 i 6. Proporcionen ancoratge indirecte a l'estern, i formen una vora costal inferior llis.
Són sinovials i la càpsula fibrosa queda reforçada per lligaments intercondrals.

#### Articulació manubrioesternal i xifoideoesternal
Articulació tipus símfisi entre el manubri i el cos de l'estern i entre l'apòfisi xifoide i el cos de l'estern respectivament.

## Topografia del tòrax
- Ossos: clavícula, estern, apòfisis espinoses, i escàpules.
- Línies: medioesternal (vertical per la meitat de l'estèrnum) medioclavicular (dreta i esquerra vertical per la meitat de les clavícules), axil·lars (anterior, mitjana i posterior), vertebral (vertical per les apòfisis espinoses), escapular (vertical per la punta de les escàpules) i l'angle de Louis.
- Regions: supra i infraclavicular, mamària, hipocondris, axil·lar, infraaxil·lar, supraespinosa, escapulovertebral i infraescapular.